# 馬世芳
馬世芳（1971年6月11日—），臺灣作家、廣播人、電視節目主持人，長居臺北。

## 經歷
馬世芳的父親是作家亮軒（本名馬國光），母親是台灣校園民歌的重要推手資深廣播人陶曉清。馬世芳高中畢業即開始在中廣青春網擔任電台來賓，介紹經典搖滾樂。就讀台大中文系期間，曾與友人合編《台大人文報》以及《1975-1993台灣流行音樂百張最佳專輯》二書。
1995年退伍，在母親引介下主編《永遠的未央歌：現代民歌/校園歌曲20年紀念冊》。曾在台北之音擔任李文瑗主持的節目《台北有點晚》製作人，曾在《天下雜誌》擔任叢書編輯。1998年和友人合寫《在台北生存的一百個理由》。
1999年創辦音樂社群網站《五四三音樂站》，引進音樂作品團購，並跨足獨立音樂製作、發行，代表作包括陳珊妮《後來 我們都哭了》、拜金小姐專輯、天水樂集專輯復刻版等，發行作品曾獲得金曲獎和華語音樂傳媒大獎等肯定。
2006年出版散文輯《地下鄉愁藍調》，獲聯合報「讀書人年度最佳書獎」、提名金鼎獎「最佳文學語文類圖書獎」、並入選台北國際書展 "Books from Taiwan 2008"。2010年出版散文輯《昨日書》。2014年出版散文輯《耳朵借我》、《歌物件》，《耳朵借我》獲中國時報2014「開卷好書獎」。
2002年起在News98電台主持《音樂五四三》節目，並擔任作家張大春節目的來賓，介紹音樂掌故。迄2017年7月「音樂五四三」正式停播，共製播15年。2013年擔任公共電視台演唱節目《閃亮的年代》（校園民歌）主持人。
《音樂五四三》2014年獲第49屆金鐘獎廣播金鐘獎「最佳流行音樂節目獎」。2015年獲第50屆金鐘獎廣播金鐘獎「最佳流行音樂節目獎」、「最佳流行音樂節目主持人獎」。2016年獲第51屆金鐘獎廣播金鐘獎「最佳流行音樂節目主持人獎」。2017年獲第52屆金鐘獎廣播金鐘獎「最佳流行音樂節目主持人獎」。
2015年，參與北京文化品牌理想國與優酷土豆合作推出的視頻平台「看理想」，製作主持線上節目《聽說》，深入介紹流行樂史。
曾擔任第16、20、21、23、27、28、33屆金曲獎評審，並擔任第二屆金音創作獎評審總召集人。
2017年，在原住民族廣播電台主持《耳朵借我》節目，2018年獲第53屆金鐘獎廣播金鐘獎「最佳流行音樂節目主持人獎」。
2017年，與陶傳正共同主持公共電視台演唱節目《閃亮的年代》，兩人共同入圍2018年第53屆金鐘獎電視金鐘獎「最佳綜藝節目主持人獎」。
2019年，主持公共電視台演唱節目《音樂萬萬歲No. 4》。
2020年底，因與原住民族廣播電台對《耳朵借我》著作權歸屬無法取得共識，結束與原住民族廣播電台的主持合約，並發起「乙方須團結」倡議，呼籲各界尊重創作者著作權。
2021年7月5日，與 KKBOX 合作，開 Podcast 節目《耳邊風》。 
2021年8月21日，獲邀為第32屆金曲獎特別貢獻獎得主羅大佑擔任引言人。
2021年9月18日，擔任臺北流行音樂中心【唱 我們的歌 流行音樂故事展】共同策展人。
2021年11月27日，擔任第58屆金馬獎複選及決選評審。

## 著作
- 《1975-1993台灣流行音樂百張最佳專輯》，與吳清聖、陶曉清合著，台大人文報社發行，1994年。[2]
- 《在台北生存的一百個理由》（與許允斌、陳光達、黃威融、姚瑞中合著），大塊文化，1998年
- 《地下鄉愁藍調》，時報出版，2006年
- 《台灣流行音樂200最佳專輯》，時報出版，2009年。
- 《昨日書》，新經典文化，2010年
- 《耳朵借我》，新經典文化，2014年
- 《歌物件》，新經典文化，2014年
- 《地下鄉愁藍調（十週年增訂新版）》，新經典文化，2016年
- 《也好吃》，新經典文化，2024年
- 《歌之國土：馬世芳的巴布．狄倫六講》，新經典文化，2025年

## 翻譯
- 《藍儂回憶》（與陳維明合譯），滾石文化，2004年。
- 《巴布‧狄倫歌詩集》（與多位譯者合譯），大塊文化，2019年。

## 編輯
- 《1975-1993台灣流行音樂百張最佳專輯》（總策劃），台大人文報社，1994年。
- 《永遠的未央歌：現代民歌/校園歌曲20年紀念冊》（主編），滾石文化，1995年。
- 《1975-2005台灣流行音樂200最佳專輯》（編輯統籌），時報出版，2009年。
- 《民歌四十時空地圖》（企劃統籌），中華音樂人交流協會，2015年。
- 《巴布‧狄倫歌詩集》（主編），大塊文化，2019年。

## 獎項紀錄

### 文字著作
| 年份   | 提名著作         | 獎項                               | 結果 |
| ------ | ---------------- | ---------------------------------- | ---- |
| 2007年 | 《地下鄉愁藍調》 | 金鼎獎「最佳文學語文類圖書獎」     | 提名 |
| 2007年 | 《地下鄉愁藍調》 | 《聯合報》讀書人年度最佳書獎       | 獲獎 |
| 2008年 | 《地下鄉愁藍調》 | 台北國際書展Books from Taiwan 2008 | 獲獎 |
| 2015年 | 《耳朵借我》     | 《中國時報》開卷好書獎             | 獲獎 |

### 廣播金鐘獎
| 年份   | 頒獎典禮     | 獎項                     | 提名項目   | 結果 |
| ------ | ------------ | ------------------------ | ---------- | ---- |
| 2013年 | 第48屆金鐘獎 | 最佳流行音樂節目獎       | 音樂五四三 | 提名 |
| 2014年 | 第49屆金鐘獎 | 最佳流行音樂節目獎       | 音樂五四三 | 獲獎 |
| 2014年 | 第49屆金鐘獎 | 最佳流行音樂節目主持人獎 | 音樂五四三 | 提名 |
| 2015年 | 第50屆金鐘獎 | 最佳流行音樂節目獎       | 音樂五四三 | 獲獎 |
| 2015年 | 第50屆金鐘獎 | 最佳流行音樂節目主持人獎 | 音樂五四三 | 獲獎 |
| 2016年 | 第51屆金鐘獎 | 最佳流行音樂節目獎       | 音樂五四三 | 提名 |
| 2016年 | 第51屆金鐘獎 | 最佳流行音樂節目主持人獎 | 音樂五四三 | 獲獎 |
| 2017年 | 第52屆金鐘獎 | 最佳流行音樂節目獎       | 音樂五四三 | 獲獎 |
| 2017年 | 第52屆金鐘獎 | 最佳流行音樂節目主持人獎 | 音樂五四三 | 提名 |
| 2018年 | 第53屆金鐘獎 | 最佳流行音樂節目獎       | 耳朵借我   | 提名 |
| 2018年 | 第53屆金鐘獎 | 最佳流行音樂節目主持人獎 | 耳朵借我   | 獲獎 |
| 2019年 | 第54屆金鐘獎 | 最佳流行音樂節目獎       | 耳朵借我   | 提名 |
| 2020年 | 第55屆金鐘獎 | 最佳流行音樂節目獎       | 耳朵借我   | 提名 |

### 電視金鐘獎
| 年份   | 頒獎典禮     | 獎項             | 提名項目                      | 結果 | 備註             |
| ------ | ------------ | ---------------- | ----------------------------- | ---- | ---------------- |
| 2018年 | 第53屆金鐘獎 | 綜藝節目主持人獎 | 閃亮的年代Yesterday Once More | 提名 | 與陶傳正共同入圍 |
| 2021年 | 第56屆金鐘獎 | 綜藝節目主持人獎 | 音樂萬萬歲                    | 提名 |                  |

## 外部連結
- 馬世芳部落格 （页面存档备份，存于）
- 馬世芳部落格(簡體中文) （页面存档备份，存于）
- 馬世芳豆瓣首頁 （页面存档备份，存于）
- 「聽說」視頻節目專頁 （页面存档备份，存于）
- 五四三音樂站 （页面存档备份，存于）
- 城市音樂
- 馬世芳Medium （页面存档备份，存于）
- 馬世芳Matters （页面存档备份，存于）

## 附註
1. ↑  https://blow.streetvoice.com/55582 （页面存档备份，存于） 馬世芳與 KKBOX 合作獨家節目《耳邊風》 前進 Podcast 音樂節目領域 - Blow 吹音樂
2. ↑  .   [2023-07-11]. （原始内容存档于2023-07-11）. （页面存档备份，存于）